# Huwaylat
Huwaylat és el districte sud de l'emirat de Ras al-Khaimah i vila principal en funcions de capital del districte. El districte sud cobreix la zona de la serralada del Hàjar i té forma rectangular amb un petit sortint al nord-est. Els seus límits venen molt delimitats per les muntanyes Hadjar.
El límit nord limita al nord-oest amb territori de Sharjah; i a la zona nord-central i nord-est amb Fujairah. En aquesta zona nord-est l'emirat es perllonga una mica més al nord perquè el districte de Musafi i la zona propera és de sobirania compartida amb Fujairah
A la frontera est és al nord una petita zona integrant de la dependència de Khor Fakkan (de Sharjah), després al centre una extensa zona de l'emirat de Fujairah (el seu districte sud on és la capital) i més al sud una altra zona de Sharjah administrativament inclosa a la dependència de Kalba formada per les viles de Minazif i Rafaq quedant separades de la zona costanera amb Kalba i Khor Kalba per una zona central de Fujairah o de domini compartit, on Wahala està compartida amb Oman i Al-Ain al Ghumur amb Fujairah.
A la frontera oest limita íntegrament amb Sharjah.
I al sud té els dos petits enclavaments de muntanya de Hajarain (de Dubai) i Masfud (d'Ajman) que queden al centre i a l'oest i est té una part de frontera amb Oman.
Aquesta zona té diverses viles amb poblacions que (excepte per Huwaylah) en cap cas arriben al miler d'habitants. Són pobles de muntanya, en part poblats per beduïns tradicionals amb poblacions normalment d'entre 50 i 200 habitants. Les poblacions són: Musafi Ras al-Khaimah i Daftah al nord-est; Maghribiyah al nord-oest; al centre hi ha Rima, Fay, Athabat i Minha; al centre-oest hi ha Al-Khari, Marhamid, Shawkah, Shariyah i Darah; al sud-oest hi ha les viles de Daynah, Shabakah i Saaba; al sud hi ha les viles de Qur, Suhayba, Munai, Saih as-Saqlah i Huwaylah; i al sud-est Harrah, Fayadah, Fashra, Rafaq i Shabiyat Nashlah. Les poblacions tenen tendència a concentrar-se a la rodalia dels rierols.
Com a zona muntanyosa cal esmentar els principals cims o grups: al nord-est el Djabal Siji (664 metres) que pertany en majoria a Fujairah (Ras al-Khaimah fa una cunya entre Siji i Musafi per abraçar una part del districte de Musafi); a la part central el Djabal Samah (fronterer amb Fujairah, de 954 metres), Djabal Mazari (707 metres), Djabal al-Hasan (628 metres), Djabal Silhu Bilhu (607 metres), Djabal Saad (644 metres) i el Djaba Khanah (847 metres); al sud-oest el Djabal Halah (638 metres) i Djabal Sharab (664 metres); al sud-est del Djabal Khitab (el més alt amb 1029 metres), Djabal Tawah (635 metres); i al sud el Djabal Bu Faraj (909 metres).
Els rius principals són el Wadi Tawiyah, que passa a tocar de Huwaylat, el Wadi Milah i el Wadi Hubayb al sud-oest,; el Wadi Tawah al sud-est que marca la frontera amb una zona de Sharjah que entra uns quilòmetres al districte seguint els cursos dels rius Wadi Laili i Wadi Munai; el Wadi Shawkah a l'oest que marca la frontera amb Sharjah; el Wadi Wikah que passa per Maghribiyah; a l'est el Wadi Baqarah i el Wadi Mamdu amb el Wadi Sifuni el curs del qual correspon a Fujairah encara que penetra cap al districte de Huwaylat; i el Wadi Siji, a la frontera del nord amb Fujairah (i de sobirania d'aquest emirat).
Les comunicacions són molt reduïdes i només hi ha una carretera en tot el districte, la que va de Hatta a Khor Kalba passant per Huwaylat. El nus de carreteres de Musafi es troba en territori de Fujairah.
L'economia és principalment agrícola i artesana; el turisme és gairebé inexistent; actualment els serveis bàsics són coberts pel pressupost federal.